# Кормон
Кормон (фр. Cormont) насеље је и општина у североисточној Француској у региону Север-Па д Кале, у департману Па де Кале која припада префектури Montreuil.
По подацима из 2011. године у општини је живело 309 становника, а густина насељености је износила 31,82 становника/km². Општина се простире на површини од 9,71 km². Налази се на средњој надморској висини од 45 метара (максималној 119 m, а минималној 30 m).

## Демографија
| 1962. | 1968. | 1975. | 1982. | 1990. | 1999. | 2011. |
| ----- | ----- | ----- | ----- | ----- | ----- | ----- |
| 228   | 237   | 230   | 236   | 227   | 250   | 309   |

График промене броја становника у току последњих година